# أرتورو أراوخو
أرتورو أراوخو فاخاردو (بالإسبانية: Arturo Araujo Fajardo)‏ (و. 1878 – 1967 م) هو سياسي سلفادوري. كان رئيس جمهورية السلفادور لتسعة أشهر من 1 مارس 1931 إلى 2 ديسمبر 1931. أطيح به في انقلاب عسكري قاده ضباط صغار، واضطر للفرار من البلاد إلى غواتيمالا. كان أراوخو قائدًا زراعيًا ومهندسًا، وتم انتخابه في ما يُعتبر بشكل عام أول انتخابات رئاسية نزيهة في البلاد.
كان أرتورو أراوخو تجمعه صلة قرابة مع مانويل إنريكي أراوخو. تقول باتشيتا تينانت ميخيا دي بايك، التي تعرف بتاريخ العائلات السلفادورية، إن عائلة أراوخو تأتي في الغالب من بلدة خوكوابا في مقاطعة أوسولوتان في السلفادور. ومع ذلك، فإن عائلة أرتورو أراوخو جاءت في الأصل من سوشيتوتو، في مقاطعة كوسكاتلان، وانتقلت إلى سانتا تكلا حوالي عام 1885. كان والداه إنريكييتا فاخاردو دي أراوخو والدكتور يوجينيو أراوخو، الذي شغل منصب وزير المالية في إدارة الجنرال فرانسيسكو مينينديز فالديفيسو. قضى أرتورو بعض الوقت في الدراسة في المملكة المتحدة وتحديداً ليفربول. وهناك تورط في سياسات حزب العمال، كما التقى بزوجته الإنجليزية، دورا ني مورتون، أثناء دراسته هناك.